# انتخابات ریاست‌جمهوری ایران (۱۳۹۶)
دوازدهمین دورهٔ انتخابات ریاست‌جمهوری ایران در روز جمعه ۲۹ اردیبهشت ۱۳۹۶ برگزار شد.
هم‌زمان پنجمین انتخابات شوراهای اسلامی شهر و روستا نیز برگزار شد. نام‌نویسیِ داوطلبان از روز ۲۲ فروردین ۱۳۹۶ آغاز شد و تا ۵ روز ادامه داشت. پس از اعلام نام نامزدهای تأیید صلاحیت شده، آن‌ها از ۸ تا ۲۷ اردیبهشت (جمعاً به‌مدتِ ۲۰ روز) برای تبلیغات انتخاباتی زمان داشتند. رئیس‌جمهور مستقر، حسن روحانی، مجاز به شرکت در انتخابات برای دومین بار پیاپی شد که با سید ابراهیم رئیسی ، سید مصطفی هاشمی‌طبا و سید مصطفی میرسلیم رقابت کرد.
طبق نتیجه رسمی انتخابات حسن روحانی با کسب ۵۷٪ آرا، مجدداً به عنوان رئیس‌جمهور ایران انتخاب شد. انتخابات ریاست‌جمهوری ایران ۱۳۹۶ به دید افراد و رسانه‌ها به عنوان رقابتی‌ترین انتخابات تاریخ ایران مطرح شد.

## روند برگزاری
بر پایه مادهٔ ۳ قانون انتخابات ریاست جمهوری، وزارت کشور موظف است دست‌کم پنج ماه پیش از پایان دوره چهار ساله ریاست جمهوری (۱۲ اسفند) مقدمات اجرای انتخابات را فراهم آورد.
نام‌نویسی نامزدان از سه‌شنبه ۲۲ ام تا شنبه ۲۶ فروردین انجام شد. تبلیغات نیز از ۸ تا ۲۷ اردیبهشت پس از اعلام نامزدان تأییدشده انجام شد.
انتخابات جمعه ۲۹ اردیبهشت برگزار شد.

### روش
انتخابات ریاست‌جمهوری در ایران با روش دومرحله‌ای برای یک دورهٔ چهار ساله انجام می‌شود. در صورتی که هیچ نامزدی نتواند اکثریت مطلق (۱+۵۰٪) را به‌دست‌آورد، انتخابات در روز جمعه بعدی بین دو نامزدی که بیشترین رأی را آورده باشند انجام خواهد شد.
تشخیص صلاحیت افرادی که برای نامزدی نام‌نویسی می‌کنند به عهدهٔ شورای نگهبان قانون اساسی است. در قانون اساسی جمهوری اسلامی ایران شروط زیر برای نامزدهای ریاست‌جمهوری آورده شده:
- رجل مذهبی و سیاسی
- ایرانی‌الاصل
- شهروند ایران
- مدیر و مدبر
- دارای حسن سابقه و امانت و تقوی
- مؤمن و معتقد به مبانی جمهوری اسلامی ایران
- مؤمن و معتقد به مذهب رسمی کشور

### زمان‌بندی
برنامه زمان‌بندی انتخابات دوازدهمین دوره ریاست جمهوری ایران به شرح زیر است:
- ۲۲ فروردین ۹۶: صدور دستور شروع انتخابات توسط وزیر کشور
- ۲۲ تا ۲۴ فروردین ۹۶: تشکیل هیئت اجرایی توسط فرمانداری‌ها
- ۲۲ تا ۲۶ فروردین ۹۶: ثبت نام از داوطلبان به مدت ۵ روز (از زمان صدور دستور شروع انتخابات)
- ۲۷ تا ۳۱ فروردین ۹۶: رسیدگی به صلاحیت داوطلبان توسط شورای نگهبان
- ۱ تا ۵ اردیبهشت ۹۶: تمدید مهلت رسیدگی به صلاحیت داوطلبان توسط شورای نگهبان
- ۶ تا ۷ اردیبهشت ۹۶: انتشار اسامی نامزدها توسط وزارت کشور
- ۸ تا ۲۷ اردیبهشت ۹۶: تبلیغات انتخاباتی نامزدها
- ۲۸ اردیبهشت ۹۶: ممنوعیت تبلیغات انتخاباتی نامزدها
- ۲۹ اردیبهشت ۹۶: اخذ رأی

## نامزدان
نام‌نویسی از نامزدان از ۲۲ تا ۲۶ فروردین انجام شد. در پایان روند نام‌نویسی که در ساختمان وزارت کشور انجام گرفت، جمعاً ۱۶۳۶ نفر ثبت‌نام کردند؛ از این تعداد ۱۳۷ نفر زن و ۱۴۹۹ نفر مرد بودند. جوان‌ترین ثبت‌نام‌کننده ۱۸ سال و مسن‌ترین ۹۲ سال داشت.

### نامزدهای تأیید شده از سوی شورای نگهبان
در ۳۱ فروردین ۱۳۹۶ ستاد انتخابات کشور با صدور اطلاعیه شماره هشت خود، شش نامزد احراز صلاحیت شده انتخابات ریاست‌جمهوری را معرفی کرد:
| گرایش     | نام نامزد          | تولد (سن)     | نگاره | حزب                          | حامیان | سمت‌های کلیدی | تحصیلات              |
| --------- | ------------------ | ------------- | ----- | ---------------------------- | --- | --- | -------------------- |
| اعتدال‌گرا | حسن روحانی         | ۱۳۲۷ ‏(۶۸ سال) |       | اعتدال و توسعه جامعهٔ روحانیت | اصلاح‌طلبان، اعتدال‌گرایان روحانیون مبارز، اعتدال و توسعه مردم‌سالاری، اتحاد ملت اراده ملت، نهضت آزادی شورای اصلاحات، حزب کار خانه کارگر، مدرسین دانشگاه اصولگرایان معتدل | رئیس‌جمهور کنونی عضو مجمع تشخیص مصلحت نظام نمایندهٔ مجلس خبرگان رهبری دبیر شورای عالی امنیت دولت رفسنجانی و خاتمی نمایندهٔ مجلس شورای اسلامی دوره دوم تا پنجم               | دکترای حقوق اساسی    |
| اصول‌گرا   | سید ابراهیم رئیسی  | ۱۳۳۹ (۵۶ سال) |       | جامعه روحانیت مبارز          | جمنا، جامعه مدرسین روحانیت مبارز، جبهه پایداری رفاه کارگران، عدالت‌طلبان اسلامی دانشجویان، وفاق ملی و پیشرفت، کانون دانشگاهیان                                          | متولی آستان قدس رضوی نمایندهٔ مجلس خبرگان رهبری دادستان پیشین کل کشور معاون اول پیشین قوه قضائیه رئیس پیشین سازمان بازرسی کل کشور                                         | دکترای فقه و حقوق    |
| اصول‌گرا   | سید مصطفی میرسلیم  | ۱۳۲۶ (۶۹ سال) |       | مؤتلفه اسلامی                | مؤتلفه اسلامی | عضو مجمع تشخیص مصلحت نظام رئیس شورای مرکزی حزب مؤتلفه اسلامی مشاور عالی و سرپرست نهاد رئیس‌جمهور خامنه‌ای وزیر ارشاد دولت دوم هاشمی رفسنجانی سرپرست پیشین شهربانی کل کشور  | کارشناسی ارشد مکانیک |
| اصلاح‌طلب  | سید مصطفی هاشمی‌طبا | ۱۳۲۵ (۷۰ سال) |       | کارگزاران سازندگی            | — | وزیر صنایع سنگین دولت باهنر وزیر صنایع دولت اول موسوی رئیس سازمان تربیت بدنی دولت رفسنجانی و خاتمی رئیس پیشین کمیته ملی المپیک ایران نامزد تأییدشدهٔ انتخابات در سال ۱۳۸۰ | کارشناسی ارشد نساجی  |

#### نامزدهای کنار کشیده
دو تن از نامزدها با وجود تأیید صلاحیت از سوی شورای نگهبان پیش از رأی‌گیری از نامزدی انصراف دادند.
| گرایش    | نام نامزد        | تولد (سن)     | نگاره | حزب               | حامیان               | سمت‌های کلیدی | تحصیلات               | توضیح                                |
| -------- | ---------------- | ------------- | ----- | ----------------- | -------------------- | --- | --------------------- | ------------------------------------ |
| اصول‌گرا  | محمدباقر قالیباف | ۱۳۴۰ (۵۵ سال) |       | مستقل             | جمنا، پیشرفت و عدالت | شهردار تهران فرمانده پیشین نیروی انتظامی نماینده دولت خاتمی در ستاد مبارزه با قاچاق کالا و ارز فرمانده پیشین نیروی هوایی سپاه پاسداران نامزد تأییدشدهٔ انتخابات در سالهای ۱۳۸۴ و ۱۳۹۲ | دکترای جغرافیای سیاسی | به نفع سید ابراهیم رئیسی انصراف داد. |
| اصلاح‌طلب | اسحاق جهانگیری   | ۱۳۳۶ (۵۹ سال) |       | کارگزاران سازندگی | —                    | معاون اول رئیس‌جمهور رئیس پیشین حزب کارگزاران سازندگی وزیر معادن و فلزات دولت اول خاتمی وزیر صنایع و معادن دولت دوم خاتمی نمایندهٔ مجلس شورای اسلامی دوره دوم و سوم                    | دکترای مدیریت صنعتی   | به نفع حسن روحانی انصراف داد.        |

### ردصلاحیت شده‌ها

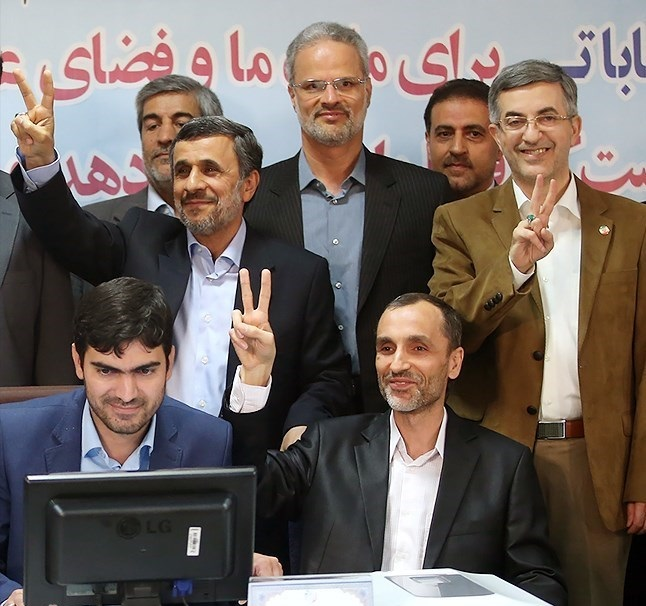
محمود احمدی‌نژاد رئیس‌جمهور دولت نهم و دهم به همراه حمید بقایی معاون اجرایی وی در حال ثبت نام برای ریاست جمهوری دوره دوازدهم

چندین نفر از شخصیت‌های مشهور در این دوره صلاحیتشان احراز نشد. برخی از مشهورترین تأییدنشدگان:
محمود احمدی‌نژاد رئیس‌جمهور پیشین، مهم‌ترین تأییدنشدهٔ این دوره بود. همچنین حمید بقایی معاون اجرایی او در دولت دهم نیز تأیید نشد.
علیرضا زاکانی نمایندهٔ پیشین مجلس و حمیدرضا حاجی‌بابایی وزیر آموزش و پرورش دولت دهم، دو تن از پنج نامزد نهایی جبهه مردمی انقلاب اسلامی (جمنا) بودند که صلاحیتشان تأیید نشد.
از دیگر چهره‌های سرشناس دولت احمدی‌نژاد، همچنین مسعود زریبافان رئیس بنیاد شهید، صادق خلیلیان وزیر کشاورزی، محمدمهدی زاهدی وزیر علوم، تحقیقات و فناوری، سید احمد موسوی معاون حقوقی و مجلس، به تأیید شورای نگهبان نرسیدند.
از دیگر نمایندگان پیشین مجلس نیز محمدعلی پورمختار، موسی‌الرضا ثروتی، عوض حیدرپور، محسن رهامی، حسن سبحانی، قاسم شعله‌سعدی، اعظم طالقانی، سید احمد کاشانی، مصطفی کواکبیان، عبدالحسین مقتدایی، علیرضا منادی، حسن نوروزی، علی یوسف‌پور تأیید صلاحیت نشدند.
همچنین در میان این افراد نام سید محمد غرضی نامزد انتخابات ریاست جمهوری دور پیش، سید هاشم بطحایی گلپایگانی عضو مجلس خبرگان رهبری و محمد هاشمی رفسنجانی رئیس پیشین سازمان صدا و سیما نیز به چشم می‌خورد.

## رقابت‌های انتخاباتی
رقابت‌های انتخاباتی قانونی، همچون دوره‌های پیشتر رسماً از هنگام اعلام صلاحیت‌ها تا دو روز پیش از انتخابات بود. روز قبل از انتخابات هرگونه تبلیغات ممنوع است. صدا و سیمای جمهوری اسلامی ایران برای هر نامزد ۲۱۰ دقیقه برای گفتگوی مبارزات انتخاباتی در تلویزیون در نظر گرفت.

### رسانه‌های اجتماعی
دو ماه قبل از انتخابات، قوه قضاییه ایران برخی از مدیران کانال تلگرامی طرفدار حسن روحانی را به جرم «جنایات علیه اخلاق عمومی و انتشار فحاشی» دستگیر کرد. کمپین‌های انتخاباتی همچنین از اینستاگرام و ویژگی آن در پخش فیلم‌های زنده برای تبلیغات خود در زمان مبارزات انتخاباتی استفاده کردند.

### جمنا
جبههٔ مردمی نیروهای انقلاب اسلامی تشکلی است ائتلافی، که عمدتاً از اصول‌گرایان تشکیل شده‌است. از میان پنج نامزد نهایی این جبهه چهار تن ثبت‌نام کردند که در نهایت دو نفر از ایشان تأیید صلاحیت شدند. حمیدرضا حاجی‌بابایی و علیرضا زاکانی دو نامزدی بودند که صلاحیتشان احراز نشد. مهرداد بذرپاش دیگر نامزد نهایی جبهه نیز پس از حضور در وزارت کشور، از نام‌نویسی انصراف داد.
بدین ترتیب سید ابراهیم رئیسی و محمدباقر قالیباف نامزدان اصلی جمنا در انتخابات معرفی شدند که قالیباف در نهایت به نفع رئیسی کناره‌گیری کرد.

### قالیباف
محمدباقر قالیباف که با ستاد «دولت مردم» به میدان آمده‌بود، روز دوشنبه ۲۵ اردیبهشت به نفع سید ابراهیم رئیسی کناره‌گیری کرد.

### حامیان دولت
از طرف دولت یازدهم، حسن روحانی رئیس‌جمهور و نیز اسحاق جهانگیری معاون‌اول به عنوان نامزد پوششی روحانی در انتخابات شرکت کردند.

#### روحانی
حسن روحانی رئیس‌جمهور، برای دومین دورهٔ پیاپی در انتخابات نام‌نویسی کرد.
شورای عالی سیاستگذاری اصلاح طلبان او را به عنوان کاندیدای جبهه اصلاحات و جبهه اعتدال‌گرا معرفی کرد.
سید محمد خاتمی رئیس‌جمهور پیشین و رهبر اصلاحات در پیامی عنوان کرد رای به روحانی را تکرار کنید. میرحسین موسوی و مهدی کروبی رهبران معترض به نتایج انتخابات ریاست‌جمهوری ایران (۱۳۸۸) که در حصر خانگی قراردارند در بیانه‌ای با اعلام پشتیبانی از حسن روحانی گفتند که در انتخابات پیش رو شرکت خواهند کرد.

#### جهانگیری
اگرچه جهانگیری بعدتر پوششی بودن خود برای روحانی را تأیید نکرد و گفت خودم می‌خواهم رئیس‌جمهور شوم. ولی بیشتر رسانه‌ها که پیش‌تر از ثبت‌نام گزینه‌ای پوششی یا ضربه‌گیر یا حمایتی برای حمایت از روحانی در انتخابات خبر می‌دادند، اسحاق جهانگیری را که در آخرین ساعت ثبت‌نام در انتخابات در وزارت کشور حضور به هم رساند، نامزد پوششی روحانی معرفی کردند.
محمدباقر نوبخت سخنگوی دولت پس از نام‌نویسی وی گفت که جهانگیری برای دفاع از دولت در انتخابات نام‌نویسی نمود، و او مکمل روحانی است.
همچنین برخی رسانه‌ها جهانگیری را نامزد احتیاطی تحلیل کردند، یعنی نامزدی که در صورتی که احتمال موفق نشدن روحانی افزایش یافت، جایگزین روحانی شود.
جهانگیری سرانجام در سه‌شنبه ۲۶ اردیبهشت به نفع حسن روحانی کناره‌گیری کرد.

### میرسلیم
سید مصطفی میرسلیم به عنوان نامزد نهایی حزب مؤتلفهٔ اسلامی در انتخابات شرکت کرد.

### هاشمی طبا
سید مصطفی هاشمی‌طبا از بنیان‌گذاران حزب کارگزاران سازندگی که در سال ۱۳۸۰ نیز در انتخابات شرکت کرده‌بود، در این انتخابات حضور پیدا کرد. هاشمی طبا در انتها با صدور بیانیه‌ای از حسن روحانی حمایت نمود.

### تاییدیه‌ها و موضع‌ها
| سازمان و احزاب                            | کاندیدای مورد حمایت |
| ----------------------------------------- | ------------------- |
| جبهه مردمی نیروهای انقلاب اسلامی          | سید ابراهیم رئیسی   |
| جبهه پایداری انقلاب اسلامی                |                     |
| جامعه روحانیت مبارز                       |                     |
| جامعه مدرسین حوزه علمیه قم                |                     |
| جبهه ایستادگی ایران اسلامی                |                     |
| جبهه پیروان خط امام و رهبری               |                     |
| جبهه یکتا                                 |                     |
| انصار حزب‌الله                             |                     |
| جامعه اسلامی دانشجویان                    |                     |
| جامعه اسلامی مهندسین                      |                     |
| حزب اعتدال و توسعه                        | حسن روحانی          |
| - اصلاح‌طلبان‎ - شورای هماهنگی جبهه اصلاحات |                     |
| مجمع روحانیون مبارز                       |                     |
| مجمع مدرسین و محققین حوزه علمیه قم        |                     |
| حزب کارگزاران سازندگی                     |                     |
| حزب اتحاد ملت ایران اسلامی                |                     |
| حزب اعتماد ملی                            |                     |
| حزب اراده ملت ایران                       |                     |
| مجمع نیروهای خط امام                      |                     |
| انجمن اسلامی مدرسین دانشگاه‌ها             |                     |
| حزب همبستگی ایران اسلامی                  |                     |
| حزب مردم‌سالاری                            |                     |
| حزب ندای ایرانیان                         |                     |
| خانه کارگر                                |                     |
| نهضت آزادی ایران                          |                     |
| جبهه متحد کرد                             |                     |
| جماعت دعوت و اصلاح                        |                     |
| راه سبز امید                              |                     |
| جبهه ملی ایران                            |                     |
| ملی-مذهبی                                 |                     |
| حزب مؤتلفه اسلامی                         | سید مصطفی میرسلیم   |

## مشارکت
برخی از گروه‌های سیاسی فعال در خارج از کشور و برخی افراد درون کشور به دلایل گوناگون اعلام کرده‌اند از شرکت در انتخابات خودداری می‌کنند.
رضا پهلوی آخرین ولیعهد ایران در بیانیه‌ای دعوت به تحریم انتخابات کرد. احزاب کردِ حدک، سازمان انقلابی زحمتکشان، کومله، دمکرات کردستان ایران، سامان خبات، و کومله شاخه حزب کمونیست ایران نیز در بیانیه مشترکی به این دلیل که این انتخابات تحت معیارهای دمکراتیک نمی‌تواند آزاد تلقی شود آن را تحریم کردند.
سازمان‌های جبهه ملی ایران در خارج از کشور در بیانیه‌ای منع فعالیت احزاب منتقد و حبس روزنامه‌نگاران را از دلایل خود برای عدم شرکت در انتخابات عنوان کرد.
اتحاد برای دموکراسی در ایران انتخابات را نمایشی دانست و از فعالان سیاسی خواست در آن مشارکت نکنند.
در این بین تعدادی از رهبران جبهه ملی ایران در بیانیه‌ای از حسن روحانی پشتیبانی، و این اقدام را به سود منافع و کیان ملی مصلحت کشور خواندند.
در آخرین نظرسنجی، روز پیش از انتخابات ریاست جمهوری با حجم نمونه ۱۴۰۰۰ نفر در سطح کشور که از سوی ایسپا صورت گرفت، ۷۲ درصد از مردم ایران گرایش به مشارکت در انتخابات داشتند.
در ۱۶ اردیبهشت یک نفر در زرین‌شهر اصفهان به دلیل تبلیغ تحریم انتخابات دستگیر شد.
محمود احمدی‌نژاد رئیس‌جمهور پیشین ایران و معاون سابق او حمیدرضا بقایی، که صلاحیت شان در این دوره برای نامزدی تأیید نشد، اعلام کردند از هیچ‌یک از نامزدها پشتیبانی نمی‌کنند. با این حال این دو در انتخابات رأی دادند و بقایی نام احمدی‌نژاد را روی برگه رأی خود نوشت.

## تخلف‌ها و اعتراض‌ها در جریان رقابت‌های انتخاباتی
همانند دوره گذشته، صدا و سیما بیشترین حجم تبلیغات نامزدهای ریاست جمهوری را برعهده داشت. طبق برنامه‌ریزی‌های این سازمان، هر نامزد در مجموع ۱۴۷۰ دقیقه زمان برای تبلیغ در اختیار داشت که از آن، ۵۵۵ دقیقه مربوط به برنامه‌های رادیویی، ۵۵۵ دقیقه مربوط به برنامه‌های تلویزیونی و ۳۶۰ دقیقه مربوط به مناظرات بوده‌است. چینش نامزدها قبل از شروع برنامه‌ها و به وسیله قرعه‌کشی در حضور خود نامزدها یا نمایندگان آن‌ها صورت گرفته‌است.

### اعتراض به تخلف و عملکرد صدا و سیما
هم حامیان دولت و هم مخالفان دولت، اعتراض‌های گسترده‌ای به عملکرد صداوسیما داشتند، و هریک او را متهم به جانبداری از نامزد رقیب کردند.
صدا و سیما به شکل مشخص در بخش‌های مختلف برای هر ۶ نامزد ریاست جمهوری وقت تعیین نمود.

#### اعتراض حامیان دولت
دو ستاد انتخاباتی اسحاق جهانگیری و حسن روحانی با ارائه اسناد، صدا و سیما را محکوم به تخلف آشکار حمایت از ابراهیم رئیسی نمودند.
به‌طور مثال شبکه یک، ساعت ۸:۳۰ دقیقه ۲۶ اردیبهشت همایش حامیان سید ابراهیم رئیسی را زیرنویس کرد و در هنگام پخش یک سریال از شبکه ۳ در پربیننده‌ترین ساعت‌ها، صحبت‌های محمدباقر قالیباف در حمایت از ابراهیم رئیسی نیز از اخبار سراسری به تعداد مکرر پخش و زیرنویس شد.
همچنین جمعی از نمایندگان مجلس حامی روحانی که مسئولیت نظارت بر صدا و سیما را بر عهده دارند در بیانه‌ای صدا و سیما را ستاد انتخابات کاندیدای اصول‌گرا معرفی کردند، علی مطهری نایب‌رئیس مجلس که از حامیان روحانی است، ادعا کرده‌بود میتینگ رئیسی پخش شده ولی همایش بزرگ آزادی روحانی سانسور شده‌است و از این که تلویزیون در اخبار ۲۰:۳۰ سه دقیقه همایش انتخاباتی رئیسی را نشان داده و اجتماع ۲۰ هزار نفری اصلاح‌طلبان حامی روحانی را سه ثانیه نشان داده‌است اظهار تاسف کرد.
مجید انصاری معاون پارلمانی روحانی، با انتقاد از رویه صدا و سیما در تبلیغات انتخابات ریاست جمهوری نیز اظهار کرد: از جریان خاصی که در صدا و سیما از یک سو به تخریب دولت مشغول هستند و از سوی دیگر عملاً کار ستاد انتخاباتی ۱ یا ۲ نفر از کاندیداها را انجام می‌دهد، به شدت گلایه‌مند هستیم. پیش از این نیز ستاد انتخاباتی حسن روحانی در اطلاعیه‌ای اعلام کرده‌بود، بخش‌هایی از مستند انتخاباتی روحانی با عنوان رئیس‌جمهور روحانی از سوی صدا و سیما حذف شد.
احمد مازنی از اعضای کمیسیون فرهنگی مجلس در یادداشتی نسبت به آنچه تبلیغات سیاسی صدا و سیما برای رئیسی خوانده‌بود، اعتراض کرد. محمد شریعتمداری رئیس ستاد حسن روحانی نیز در نامه‌ای در اعتراض به عملکرد رسانه ملی به عبدالعلی علی‌عسگری نوشت و گفت، رفتار یک‌سویه رسانه ملی موجب تحریک احساسات ضد ظلم مردم ایران می‌شود. روحانی در اعتراض به عملکرد صدا و سیما در جمع مردم زنجان گفت: صدا و سیما گرفتار یک باند سیاسی است.
سحر نیوز ادعا کرده‌بود که صداوسیما هنگام پخش سخنرانی‌های روحانی، چندان تمایلی به نشان‌دادن جمعیت ندارد و زاویه دوربین متمرکز رو به سخنران است. وبگاه خبری اعتدال نیز، ادعا کرده‌بود مصاحبه‌های جهت‌دار ضد رئیس‌جمهور فعلی با انتقاد از شرایط اقتصادی، یک سوءاستفاده از مردم برای حمایت از کاندیدای خاص توسط صدا و سیما بوده‌است به شکلی که افراد مصاحبه‌کننده به شکل واضح مخاطب را به سمت و سوی کاندیدای خاص هدایت می‌کنند.

#### مخالفان دولت
مخالفان دولت نیز متقابلاً اعتراضی به تخلفات ادعایی صداوسیما در حمایت از روحانی داشتند. از جملهٔ این اعتراض‌ها، عملکرد صداوسیما در سانسور مستند نامزد مورد حمایت آن‌ها بود.
جمنا در نامه‌ای با اعتراض به صداوسیما به علت ادعای حمایت از دولت، ابراز کردند: رسانهٔ ملی به‌عنوان یک سرمایه ملی نباید به بهانه تضییقات مالی یا فشارهای صاحبان قدرت تن به بی‌عدالتی و آنتن فروشی دهد.
فعالان بسیج دانشجویی در نامه‌ای به صداوسیما از تغییر پیوستهٔ موضوع مناظره‌های انتخاباتی انتقاد کردند.
ستاد رئیسی در نامه‌ای به صداوسیما، از پخش برنامه‌های روحانی گله کرده‌بود.

### تخریب ستاد و بنرهای تبلیغاتی
گزارش‌های تصویری و شفاهی از تخریب بنر و شکستن شیشه‌های ستاد حسن روحانی در شهر و استان‌های تهران، سرخس، بندرعباس، تبریز، بابلسر، آمل، قزوین، همدان، قم، خوزستان، ارومیه، اصفهان، شیراز، مشهد، فسا، کرج، یزد و برخی دیگر از شهر یا استان‌های کشور بر روی خروجی رسانه‌های مختلفی درج شد. در گزارشی به نقل از سایت صبحی دیگر افرادی ناشناس به ستاد حسن روحانی در اختیاریه، تجریش و پاسداران حمله کردند و با شکستن شیشه‌های ساختمان ستاد، بنرهای نصب شده را نیز پاره کرده‌اند. در ادامه آمده‌است که، حمله‌کنندگان از گاز فلفل استفاده کرده‌اند و افراد حمله‌کننده پس از این اقدام متواری شده‌اند.
همچنین ستاد مرکزی ابراهیم رئیسی در شیراز دو روز مانده به انتخابات توسط حامیان دولت مورد هجوم قرار می‌گیرد و عده‌ای مجروح شده و ستاد تعطیل می‌شود. مسولین ستاد مدعی می‌شوند که نیروی انتظامی از درگیری جلوگیری نکرده‌است.
فرهاد قادریان رئیس ستاد انتخاباتی رئیسی در استان اصفهان مدعی شد کارناوال‌های طرفداران روحانی به ستادهای رئیسی حمله کرده‌اند.
همزمان با انتشار گزارش‌هایی از حمله به ستادهای حسن روحانی و جلوگیری از سخنرانی فعالان سیاسی در چند شهرستان، وزیر راه و شهرسازی از فضای پلیسی کشور، راه‌اندازی ایست و بازرسی و بازرسی خودروها در تهران انتقاد کرد. به گزارش خبرگزاری ایرنا و سحام نیوز، عباس آخوندی وزیر راه اعلام کرد که شامگاه پنج‌شنبه همراه با یکی از بزرگان کشور در حال بازگشت به خانه بوده‌است که مشاهده کرده که در فاصله‌ای کمتر از ۲۰۰ متر در دو نقطه ایست و بازرسی برپا شده و خودروها مورد بازرسی قرار می‌گرفتند. همچنین به گزارش پیام نیوز در چهار روز مانده به انتخابات ریاست جمهوری در میدان ولیعصر و میدان ونک گارد ویژه نیروی انتظامی مستقر شده‌است.

### خبرگزاری‌ها و رسانه‌ها
بر پایه اعلام وزارت کشور و اداره کل امور مطبوعات و خبرگزاری‌های داخلی وزارت فرهنگ و ارشاد اسلامی، خبرگزاری‌ها و برخی از روزنامه‌های وابسته به بودجه عمومی، دولت، نظامی و ارگانی را انجام هرگونه فعالیت تبلیغاتی منع نمود.
۲۷ اردیبهشت آخرین جدول کلی تخلفات رسانه‌ها در ایام انتخابات توسط اداره کل مطبوعات و خبرگزاری‌های داخلی که مشمول ماده ۶۸ قانون هستند، اعلام شد. بر اساس این جدول بیشترین تخلف به نام خبرگزاری فارس وابسته به سپاه پاسداران ثبت شده‌است که ۲۵۲ مورد را شامل می‌شود. پس از «فارس»، خبرگزاری تسنیم منتسب به سپاه پاسداران با ۲۴۵ مورد تخلف، رتبه بعدی را داراست. خبرگزاری دانشجو وابسته به بسیج دانشجویی با ۱۸۳ مورد تخلف و خبرگزاری مهر وابسته به سازمان تبلیغات اسلامی با ۱۶۰ تخلف در رتبه‌های بعدی قرار می‌گیرند.
فرارو به نقل از روزنامهٔ اصلاح‌طلب شرق در گزارشی نوشت: همه تیترهای فارس و تسنیم حاکی از رشد آرای روحانی است. در شرایطی که بیشتر هنرمندان و ورزشکاران و فرهیختگان هم از روحانی پشتیبانی کرده‌اند، رسانه‌های اصولگرا که نتوانسته‌اند دلخوری خود را از این رخداد پنهان کنند، شروع به حمله به هنرمندان کرده‌اند. روزنامهٔ اصولگرای کیهان در مقاله‌ای هواداران روحانی را نازپرورده و ضدمردم معرفی نمود.

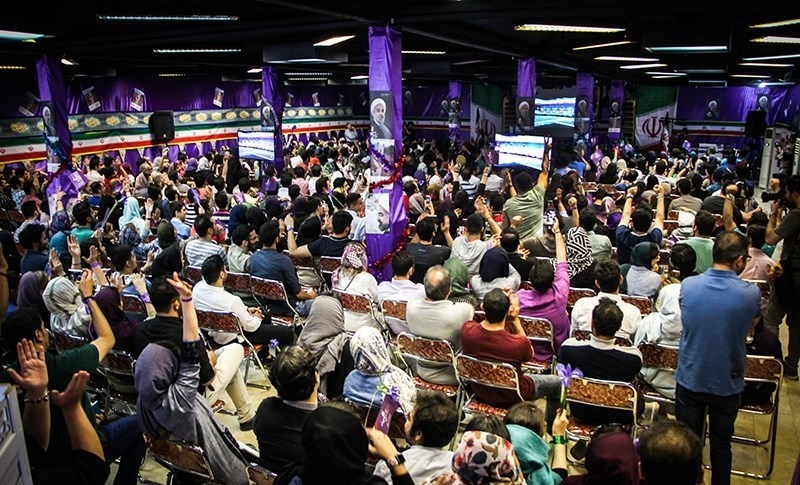
سومین مناظره در ستاد انتخاباتی حسن روحانی

## مناظره‌ها
برگزاری مناظره‌های زنده و مستقیم شش نفره نامزدهای دوازدهمین دورهٔ انتخابات ریاست‌جمهوری ایران توسط کمیسیون بررسی تبلیغات انتخابات ریاست‌جمهوری ایران از قرار زیر اعلام و سر وقت مقرر برگزار شد.
- جمعه ۸ اردیبهشت ۱۳۹۶ (مناظره اجتماعی)
- جمعه ۱۵ اردیبهشت ۱۳۹۶ (مناظره سیاسی - فرهنگی)
- جمعه ۲۲ اردیبهشت ۱۳۹۶ (مناظره اقتصادی)

## نظرسنجی‌ها
| تاریخ                                                                | منبع                 | شمار نمونه | حاشیه خطا      |        |         |        |          |         |          | مردد  | نمی‌گویم | سایر |
| تاریخ                                                                | منبع                 | شمار نمونه | حاشیه خطا      | روحانی | قالیباف | رئیسی  | جهانگیری | میرسلیم | هاشمی‌طبا | مردد  | نمی‌گویم | سایر |
| -------------------------------------------------------------------- | -------------------- | ---------- | -------------- | ------ | ------- | ------ | -------- | ------- | -------- | ----- | ------- | ---- |
| ۲۷ ارد.                                                              | پرسش / کالج-الکترال  | ۱۵۰۰۰      | ۱٫۴۱٪          | ۵۸٫۵۴٪ | ۰       | ۳۵٫۱۶٪ | ۲٫۳۷٪    | ۱٫۵۶٪   | ۰٫۷۸٪    | ۱٫۵۹٪ |         |      |
| ۲۶ ارد. (منتشرنشده)                                                  | ایران‌پل              | ۱۰۰۷       | ۳٫۰۹           | ۵۸     |         | ۳۶٫۴   |          |         |          |       |         |      |
| ۲۵ ارد.                                                              | پرسش / نظرسنجی حقیقی | ۱۵۰۰۰      | ۱٫۶۶٪          | ۵۵٫۴۷٪ | ۰       | ۲۸٫۴۶٪ | ۳٫۶۶٪    | ۲٫۱۸٪   | ۱٫۴۱٪    | ۶٫۲۶٪ | ۲٫۵۳٪   |      |
| ۲۷ ارد.                                                              | ایپو                 | ۱۲۰۳       | ۲/۸۳± تا ۴/۰۶± | ۳۵٬۹٪  | ۲٬۳٪    | ۱۸٪    | ۰٪       | ۰٬۵٪    | ۰٪       | ۱۶٬۴٪ | ۲۰٪     | ۷٪   |
| ۲۶ ارد.                                                              | ایپو                 | ۱۱۹۴       | ۲/۸۳± تا ۳/۸۹± | ۳۰٪    | ۵٪      | ۱۳٪    | ۰٪       | ۱٪      | ۱٪       | ۲۳٪   | ۱۸٪     | ۱۰٪  |
| کناره‌گیری قالیباف در ۲۵ اردیبهشت و کناره‌گیری جهانگیری در ۲۶ اردیبهشت |                      |            |                |        |         |        |          |         |          |       |         |      |
| ۲۴ ارد.                                                              | ایپو                 | ۱۱۲۲       | ۲/۹۳± تا ۴/۳۰± | ۲۸٪    | ۹٪      | ۱۲٪    | ۱٪       | ۱٪      | ۰٪       | ۲۴٪   | ۲۲٪     | ۴٪   |
| ۲۳ ارد.                                                              | ایپو                 | ۱۰۱۲       | ۳/۰۸± تا ۴/۷۳± | ۲۹٫۱٪  | ۱۲٫۰٪   | ۱۰٫۷٪  | ۰٫۶٪     | ۰٫۳٪    | ۰٫۱٪     | ۲۵٫۵٪ | ۱۳٫۱٪   | ۸٫۷٪ |
| مناظرهٔ اقتصادی در جمعه ۲۲ اردیبهشت                                   |                      |            |                |        |         |        |          |         |          |       |         |      |
| ۲۲ ارد.                                                              | ایپو                 | ۱۱۹۹       | ۲/۸۳± تا ۳/۷۵± | ۳۰٪    | ۱۲٪     | ۱۱٪    | ۱٪       | ۰٪      | ۰٪       | ۲۵٪   | ۱۱٪     | ۹٪   |
| ۲۱ ارد.                                                              | ایپو                 | ۱۲۱۲       | ۲/۸۱± تا ۳/۷۴± | ۲۹٪    | ۱۲٪     | ۱۱٪    | ۱٪       | ۰٪      | ۰٪       | ۲۸٪   | ۱۰٪     | ۱۰٪  |
| ۲۰ ارد.                                                              | ایپو                 | ۱۱۸۹       | ۲/۸۲± تا ۳/۷۵± | ۲۸٪    | ۱۰٪     | ۱۰٪    | ۰٪       | ۰٪      | ۰٪       | ۳۰٪   | ۹٪      | ۱۴٪  |
| ۱۹ ارد.                                                              | ایپو                 | ۱۱۸۹       | ۲/۸۳± تا ۳/۸۲± | ۲۳٪    | ۱۱٪     | ۹٪     | ۱٪       | ۱٪      | ۰٪       | ۳۳٪   | ۱۰٪     | ۱۴٪  |
| ۱۸ ارد.                                                              | ایپو                 | ۱۰۷۶       | ۲/۹۹± تا ۳/۹۱± | ۲۴٪    | ۱۰٫۳٪   | ۶٫۹٪   | ۰٫۷٪     | ۰٫۷٪    | ۰٫۱٪     | ۳۶٪   | ۱۰٪     | ۱۲٪  |
| ۱۷–۱۸ ارد.                                                           | دانشجویان            | —          | —              | ۴۱٫۶٪  | ۲۴٫۶٪   | ۲۶٫۷٪  | ۳٫۲٪     | ۲٫۸٪    | ۱٫۲٪     | -     | ...     | ...  |
| ۱۴–۱۷ ارد.                                                           | ایپو                 | ۱۰۰۰       | ±۳٫۹           | ۲۴٫۵٪  | ۱۰٫۵٪   | ۴٫۶٪   | ۱٫۳٪     | ۰٫۸٪    | ۰٫۴٪     | ۳۶٪   | ۹٪      | ۱۲٪  |
| ۱۶ ارد.                                                              | دانشگاه تهران        | —          | —              | ۳۴٪    | ۲۸٪     | ۱۶٪    | ۲٪       | ۱٪      | ۱٪       | ...   | ...     | ۱۸٪  |
| مناظرهٔ سیاسی در جمعه ۱۵ اردیبهشت                                     |                      |            |                |        |         |        |          |         |          |       |         |      |
| ۹–۱۰ ارد.                                                            | —                    | —          | —              | ۳۷٪    | ۳۰٪     | ۱۱٪    | ۴٪       | ۲٪      | ۲٪       | ...   | ...     | ۱۴٪  |
| ۹–۱۰ ارد.                                                            | —                    | —          | —              | ۲۸٪    | ۲۶٪     | ۱۵٪    | ۷٪       | >۳٪     | >۳٪      | ...   | ...     | <۱۹٪ |
| مناظرهٔ اجتماعی در جمعه ۸ اردیبهشت                                    |                      |            |                |        |         |        |          |         |          |       |         |      |
| ۳–۴ ارد.                                                             | دانشجویان            | —          | —              | ۴۳٫۵٪  | ۲۲٫۶٪   | ۱۷٫۴٪  | ۳٫۶٪     | ۲٫۱٪    | ۲٫۸٪     | ...   | ...     | ۸٫۱٪ |

### اطلاعات جمعیتی رأی دهندگان
| رای انتخابات ریاست جمهوری ۱۳۹۶ توسط زیر گروه جمعیتی | رای انتخابات ریاست جمهوری ۱۳۹۶ توسط زیر گروه جمعیتی |
| زیر گروه جمعیتی                                     | رای: روحانی رئیسی                                   |
| سن                                                  | سن                                                  |
| --------------------------------------------------- | --------------------------------------------------- |
| ۱۸–۴۵ ساله                                          | ۷۰٫۳٪ روحانی / ۲۹٫۳٪ رئیسی                          |
| ۴۵ سال به بالا                                      | ۷۷٫۶٪ روحانی / ۲۲٫۴٪ رئیسی                          |
| جنسیت                                               |                                                     |
| زنان                                                | ۷۰٫۲٪ روحانی / ۲۹٫۸٪ رئیسی                          |
| مردان                                               | ۷۴٫۲٪ روحانی / ۲۶٫۸٪ رئیسی                          |
| آموزش                                               |                                                     |
| آموزش عالی و دانشگاه                                | ۷۸٫۲٪ روحانی / ۲۱٫۸٪ رئیسی                          |
| دبیرستان یا کمتر                                    | ۷۰٫۰٪ روحانی / ۳۰٫۰٪ رئیسی                          |
| میزان جامعه                                         |                                                     |
| روستایی                                             | ۶۷٫۳٪ روحانی / ۳۲٫۷٪ رئیسی                          |
| شهری                                                | ۷۳٫۳٪ روحانی / ۱۶٫۷٪ رئیسی                          |
| ادیان                                               |                                                     |
| شیعه                                                | ۷۴٫۳٪ روحانی / ۲۵٫۷٪ رئیسی                          |
| اقلیت‌ها                                             | ۸۸٫۹٪ روحانی / ۱۱٫۱٪ رئیسی                          |
| شاخص توسعه انسانی                                   |                                                     |
| بالا                                                | ۷۷٫۲٪ روحانی / ۲۲٫۸٪ رئیسی                          |
| میانه                                               | ۷۰٫۴٪ روحانی / ۲۹٫۶٪ رئیسی                          |
| پایین                                               | ۷۸٫۹٪ روحانی / ۲۱٫۱٪ رئیسی                          |
| طبقه اجتماعی                                        |                                                     |
| بالا                                                | ۷۷٫۲٪ روحانی / ۲۲٫۸٪ رئیسی                          |
| میانه                                               | ۷۳٫۳٪ روحانی / ۲۶٫۷٪ رئیسی                          |
| پایین                                               | ۷۰٫۸٪ روحانی / ۲۹٫۲٪ رئیسی                          |

## نتیجه‌ها
|                                                                         | حسن روحانی                             | اعتدال‌گرا                              | اعتدال و توسعه                         | اعتدال‌گرایان اصلاح‌طلبان                | ۲۳٬۶۳۶٬۶۵۲   | ۵۷٫۱۴٪ |  |  |
|                                                                         | سید ابراهیم رئیسی                      | اصول‌گرا                                | جامعهٔ روحانیت                          | جمنا جامعتین پایداری                   | ۱۵٬۸۳۵٬۷۹۴   | ۳۸٫۲۸٪ |  |  |
|                                                                         | سید مصطفی میرسلیم                      | اصول‌گرا                                | مؤتلفه                                 | مؤتلفه                                 | ۴۷۸٬۲۶۷      | ۱٫۱۶٪  |  |  |
|                                                                         | سید مصطفی هاشمی‌طبا                     | اصلاح‌طلب                               | کارگزاران                              | -                                      | ۲۱۴٬۴۴۱      | ۰٫۵۲٪  |  |  |
| رأی‌های سفید و باطله                                                     | رأی‌های سفید و باطله                    | رأی‌های سفید و باطله                    | رأی‌های سفید و باطله                    | رأی‌های سفید و باطله                    | ۱٬۲۰۰٬۹۳۱    | ۲٫۹۰٪  |  |  |
|                                                                         |                                        |                                        |                                        |                                        |              |        |  |  |
| مجموع کل رأی‌ها                                                          | مجموع کل رأی‌ها                         | مجموع کل رأی‌ها                         | مجموع کل رأی‌ها                         | مجموع کل رأی‌ها                         | ۴۱٬۳۶۶٬۰۸۵   | ۱۰۰٪   |  |  |
| رأی‌های داخلی                                                            | رأی‌های داخلی                           | رأی‌های داخلی                           | رأی‌های داخلی                           | رأی‌های داخلی                           | ۴۱٬۱۹۵٬۷۹۵   | ۹۹٫۵۹٪ |  |  |
| رأی‌های خارجی                                                            | رأی‌های خارجی                           | رأی‌های خارجی                           | رأی‌های خارجی                           | رأی‌های خارجی                           | ۱۷۰٬۲۹۰      | ۰٫۴۱٪  |  |  |
|                                                                         |                                        |                                        |                                        |                                        |              |        |  |  |
| واجدان شرایط رأی‌دهی/درصد مشارکت داخلی                                   | واجدان شرایط رأی‌دهی/درصد مشارکت داخلی  | واجدان شرایط رأی‌دهی/درصد مشارکت داخلی  | واجدان شرایط رأی‌دهی/درصد مشارکت داخلی  | واجدان شرایط رأی‌دهی/درصد مشارکت داخلی  | ۵۶٬۴۱۰٬۲۳۴   | ۷۳٫۰۳٪ |  |  |
| رأی‌ندادگان داخلی/درصد عدم مشارکت داخلی                                  | رأی‌ندادگان داخلی/درصد عدم مشارکت داخلی | رأی‌ندادگان داخلی/درصد عدم مشارکت داخلی | رأی‌ندادگان داخلی/درصد عدم مشارکت داخلی | رأی‌ندادگان داخلی/درصد عدم مشارکت داخلی | ۱۵٬۲۱۴٬۴۳۹   | ‍۲۶٫۹۷٪  |  |  |
| واجدان شرایط رأی‌دهی/درصد مشارکت خارجی                                   | واجدان شرایط رأی‌دهی/درصد مشارکت خارجی  | واجدان شرایط رأی‌دهی/درصد مشارکت خارجی  | واجدان شرایط رأی‌دهی/درصد مشارکت خارجی  | واجدان شرایط رأی‌دهی/درصد مشارکت خارجی  | ~ ۲٫۵ میلیون | ~۷٪    |  |  |
| منبع: واجدان شرایط داخلی واجدان شرایط خارجی رأی‌ها: طبق اعلام وزارت کشور |                                        |                                        |                                        |                                        |              |        |  |  |

| نمودار میله‌ای | نمودار میله‌ای | نمودار میله‌ای | نمودار میله‌ای | نمودار میله‌ای |
| ------------- | ------------- | ------------- | ------------- | ------------- |
|               |               |               |               |               |
| روحانی        | روحانی        |               | ۵۷٫۱۴٪        | ۵۷٫۱۴٪        |
| رئیسی         | رئیسی         |               | ۳۸٫۲۸٪        | ۳۸٫۲۸٪        |
| میرسلیم       | میرسلیم       |               | ۱٫۱۶٪         | ۱٫۱۶٪         |
| هاشمی‌طبا      | هاشمی‌طبا      |               | ۰٫۵۲٪         | ۰٫۵۲٪         |
| باطله         | باطله         |               | ۲٫۹۰٪         | ۲٫۹۰٪         |

### به تفکیک استان
| استان‌هایی که روحانی رأی اول شده‌است |
| استان‌هایی که رئیسی رأی اول شده‌است  |

| استان               | روحانی     | ٪      | رئیسی      | ٪      | میرسلیم | ٪     | هاشمی‌طبا | ٪     | باطله     | ٪     | رأی‌های درست | مجموع      | ٪ مش.  |
| ------------------- | ---------- | ------ | ---------- | ------ | ------- | ----- | -------- | ----- | --------- | ----- | ----------- | ---------- | ------ |
| آذربایجان شرقی      | ۱٬۲۸۱٬۰۲۰  | ۶۲٫۲۵٪ | ۶۶۲٬۲۶۳    | ۳۲٫۱۸٪ | ۲۷٬۶۲۴  | ۱٫۳۴٪ | ۱۴٬۲۴۵   | ۰٫۶۹٪ | ۷۲٬۷۱۱    | ۳٫۵۳٪ | ۱٬۹۸۵٬۱۵۲   | ۲٬۰۵۷٬۸۶۳  | ۶۹٫۶۳٪ |
| آذربایجان غربی      | ۱٬۰۳۰٬۲۸۶  | ۶۳٫۹۸٪ | ۴۷۳٬۸۵۷    | ۲۹٫۴۳٪ | ۱۸٬۳۸۶  | ۱٫۱۴٪ | ۱۳٬۹۷۱   | ۰٫۸۷٪ | ۷۳٬۸۸۰    | ۴٫۵۹٪ | ۱٬۵۳۶٬۵۰۰   | ۱٬۶۱۰٬۳۸۰  | ۶۸٫۷۴٪ |
| اردبیل              | ۴۱۲٬۷۳۵    | ۵۸٫۵۸٪ | ۲۶۱٬۰۵۶    | ۳۷٫۰۵٪ | ۸٬۵۴۳   | ۱٫۲۱٪ | ۳٬۶۱۷    | ۰٫۵۱٪ | ۱۸٬۵۶۵    | ۲٫۶۴٪ | ۶۸۵٬۹۵۱     | ۷۰۴٬۵۱۶    | ۷۴٪    |
| اصفهان              | ۱٬۴۰۱٬۴۸۲  | ۵۴٫۱۵٪ | ۱٬۰۴۵٬۹۳۲  | ۴۰٫۴۲٪ | ۳۷٬۵۴۴  | ۱٫۴۶٪ | ۱۸٬۰۲۷   | ۰٫۷۰٪ | ۸۴٬۷۵۹    | ۳٫۲۸٪ | ۲٬۵۰۳٬۲۱۶   | ۲٬۵۸۷٬۹۷۵  | ۷۳٫۹۹٪ |
| البرز               | ۸۳۲٬۰۴۵    | ۶۵٫۲۵٪ | ۳۹۰٬۴۸۸    | ۳۰٫۶۲٪ | ۱۶٬۵۳۳  | ۱٫۳۰٪ | ۵٬۹۰۶    | ۰٫۴۶٪ | ۳۰٬۲۵۳    | ۲٫۳۷٪ | ۱٬۲۴۴٬۹۷۲   | ۱٬۲۷۵٬۲۲۵  | ۷۹٫۱۰٪ |
| ایلام               | ۱۸۸٬۹۲۵    | ۵۵٫۳۳٪ | ۱۳۳٬۰۲۳    | ۳۸٫۹۶٪ | ۲٬۷۸۱   | ۰٫۸۱٪ | ۱٬۱۴۳    | ۰٫۳۳٪ | ۱۵٬۵۶۴    | ۴٫۵۶٪ | ۳۲۵٬۸۷۲     | ۳۴۱٬۴۳۶    | ۸۰٫۲۷٪ |
| بوشهر               | ۳۲۸٬۸۰۶    | ۵۷٫۳۷٪ | ۲۲۳٬۲۷۸    | ۳۸٫۹۵٪ | ۳٬۸۰۸   | ۰٫۶۶٪ | ۱٬۹۸۱    | ۰٫۳۵٪ | ۱۵٬۲۹۸    | ۲٫۶۷٪ | ۵۵۷٬۸۷۳     | ۵۷۳٬۱۷۱    | ۷۱٫۲۹٪ |
| تهران               | ۴٬۰۴۵٬۳۵۷  | ۶۵٫۰۹٪ | ۱٬۹۱۸٬۳۹۰  | ۳۰٫۸۷٪ | ۸۲٬۶۲۵  | ۱٫۳۳٪ | ۲۹٬۸۶۰   | ۰٫۴۸٪ | ۱۳۸٬۳۵۹   | ۲٫۲۳٪ | ۶٬۰۷۶٬۲۳۲   | ۶٬۲۱۴٬۵۹۱  | ۶۶٫۲۰٪ |
| چهارمحال و بختیاری  | ۲۷۲٬۹۱۷    | ۵۲٫۶۶٪ | ۲۲۲٬۳۱۳    | ۴۲٫۹۰٪ | ۶٬۱۲۰   | ۱٫۱۸٪ | ۲٬۳۱۰    | ۰٫۴۵٪ | ۱۴٬۵۷۴    | ۲٫۸۱٪ | ۵۰۳٬۶۶۰     | ۵۱۸٬۲۳۴    | ۷۷٫۸۲٪ |
| خراسان جنوبی        | ۱۵۹٬۴۳۲    | ۳۳٫۸۷٪ | ۳۰۱٬۹۷۶    | ۶۴٫۱۵٪ | ۲٬۹۱۷   | ۰٫۶۲٪ | ۱٬۰۶۰    | ۰٫۲۳٪ | ۵٬۳۷۶     | ۱٫۱۴٪ | ۴۶۵٬۳۸۵     | ۴۷۰٬۷۶۱    | ۸۵٫۲۲٪ |
| خراسان رضوی         | ۱٬۴۳۷٬۳۸۲  | ۴۱٫۵۹٪ | ۱٬۹۰۳٬۰۶۷  | ۵۵٫۰۶٪ | ۴۲٬۵۱۲  | ۱٫۲۳٪ | ۱۴٬۰۷۶   | ۰٫۴۱٪ | ۵۹٬۳۴۵    | ۱٫۷۲٪ | ۳٬۳۹۷٬۰۳۷   | ۳٬۴۵۶٬۳۸۲  | ۷۷٫۴۰٪ |
| خراسان شمالی        | ۲۳۱٬۳۱۳    | ۴۴٫۲۹٪ | ۲۷۲٬۶۹۰    | ۵۲٫۲۱٪ | ۶٬۰۲۷   | ۱٫۱۵٪ | ۲٬۱۱۶    | ۰٫۴۱٪ | ۱۰٬۱۲۹    | ۱٫۹۴٪ | ۵۱۲٬۱۴۶     | ۵۲۲٬۲۷۵    | ۸۰٫۷۲٪ |
| خوزستان             | ۱٬۱۹۴٬۴۲۳  | ۵۲٫۷۴٪ | ۹۲۰٬۹۷۰    | ۴۰٫۶۷٪ | ۲۳٬۵۰۷  | ۱٫۰۴٪ | ۱۵٬۱۳۲   | ۰٫۶۷٪ | ۱۱۰٬۵۷۹   | ۴٫۸۸٪ | ۲٬۱۵۴٬۰۳۲   | ۲٬۲۶۴٬۶۱۱  | ۷۰٪    |
| زنجان               | ۲۶۰٬۰۴۹    | ۴۴٫۵۰٪ | ۲۹۴٬۶۰۳    | ۵۰٫۴۱٪ | ۹٬۷۶۰   | ۱٫۶۷٪ | ۳٬۲۱۳    | ۰٫۵۵٪ | ۱۶٬۸۰۸    | ۲٫۸۸٪ | ۵۶۷٬۶۲۵     | ۵۸۴٬۴۳۳    | ۷۵٫۹۲٪ |
| سمنان               | ۱۸۲٬۲۷۹    | ۴۵٫۱۶٪ | ۲۰۰٬۶۵۸    | ۴۹٫۷۲٪ | ۵٬۷۵۸   | ۱٫۴۳٪ | ۲٬۱۰۰    | ۰٫۵۲٪ | ۱۲٬۸۱۰    | ۳٫۱۷٪ | ۳۹۰٬۷۹۵     | ۴۰۳٬۶۰۵    | ۸۰٫۴۸٪ |
| سیستان و بلوچستان   | ۸۷۵٬۶۹۴    | ۷۲٫۱۹٪ | ۳۱۴٬۵۰۲    | ۲۵٫۹۲٪ | ۵٬۴۰۱   | ۰٫۴۵٪ | ۳٬۰۷۱    | ۰٫۲۵٪ | ۱۴٬۴۵۶    | ۱٫۱۹٪ | ۱٬۱۹۸٬۶۶۸   | ۱٬۲۱۳٬۱۲۴  | ۷۵٫۴۰٪ |
| فارس                | ۱٬۵۲۵٬۷۹۲  | ۶۰٫۶۳٪ | ۹۰۴٬۰۰۱    | ۳۵٫۹۲٪ | ۱۸٬۰۷۸  | ۰٫۷۲٪ | ۹٬۱۱۵    | ۰٫۳۶٪ | ۵۹٬۵۹۲    | ۲٫۳۷٪ | ۲٬۴۵۶٬۹۸۶   | ۲٬۵۱۶٬۵۷۸  | ۷۱٫۶۴٪ |
| قزوین               | ۳۹۵٬۹۱۱    | ۵۳٫۷۶٪ | ۳۰۳٬۴۶۹    | ۴۱٫۲۱٪ | ۱۱٬۹۰۷  | ۱٫۶۲٪ | ۳٬۹۵۸    | ۰٫۵۴٪ | ۲۱٬۱۴۴    | ۲٫۸۷٪ | ۷۱۵٬۲۴۵     | ۷۳۶٬۳۸۹    | ۸۲٫۹۰٪ |
| قم                  | ۲۱۹٬۴۴۳    | ۳۵٫۸۹٪ | ۳۵۰٬۲۶۹    | ۵۷٫۲۸٪ | ۱۳٬۳۲۷  | ۲٫۱۸٪ | ۵٬۵۱۸    | ۰٫۹۰٪ | ۲۲٬۹۲۱    | ۳٫۷۵٪ | ۵۸۸٬۵۵۷     | ۶۱۱٬۴۷۸    | ۷۸٫۱۰٪ |
| کردستان             | ۴۶۷٬۷۰۰    | ۶۷٫۳۹٪ | ۱۵۵٬۰۳۶    | ۲۲٫۳۴٪ | ۱۰٬۲۴۱  | ۱٫۴۸٪ | ۸٬۶۷۷    | ۱٫۲۵٪ | ۵۲٬۳۷۷    | ۷٫۵۵٪ | ۶۴۱٬۶۵۴     | ۶۹۴٬۰۳۱    | ۵۸٫۷۲٪ |
| کرمان               | ۸۰۴٬۸۰۵    | ۵۱٫۱۲٪ | ۷۱۷٬۵۸۰    | ۴۵٫۵۸٪ | ۱۲٬۳۱۰  | ۰٫۷۸٪ | ۶٬۵۰۲    | ۰٫۴۱٪ | ۳۳٬۱۹۶    | ۲٫۱۱٪ | ۱٬۵۴۱٬۱۹۷   | ۱٬۵۷۴٬۳۹۳  | ۷۴٫۱۸٪ |
| کرمانشاه            | ۶۹۹٬۶۶۶    | ۶۵٫۵۹٪ | ۳۱۳٬۸۹۶    | ۲۹٫۴۳٪ | ۸٬۷۸۸   | ۰٫۸۲٪ | ۴٬۱۷۳    | ۰٫۳۹٪ | ۴۰٬۲۳۱    | ۳٫۷۷٪ | ۱٬۰۲۶٬۵۲۳   | ۱٬۰۶۶٬۷۵۴  | ۷۲٫۹۸٪ |
| کهگیلویه و بویراحمد | ۱۸۷٬۱۶۶    | ۴۹٫۶۸٪ | ۱۷۹٬۰۲۸    | ۴۷٫۵۲٪ | ۱٬۷۱۷   | ۰٫۴۶٪ | ۶۱۴      | ۰٫۱۶٪ | ۸٬۲۰۵     | ۲٫۱۸٪ | ۳۶۸٬۵۲۵     | ۳۷۶٬۷۳۰    | ۷۱٫۲۲٪ |
| گلستان              | ۶۱۶٬۹۹۹    | ۶۰٫۸۴٪ | ۳۶۱٬۴۷۲    | ۳۵٫۶۵٪ | ۸٬۶۸۶   | ۰٫۸۶٪ | ۴٬۶۳۱    | ۰٫۴۶٪ | ۲۲٬۲۷۸    | ۲٫۲۰٪ | ۹۹۱٬۷۸۸     | ۱٬۰۱۴٬۰۶۶  | ۷۸٫۴۷٪ |
| گیلان               | ۱٬۰۴۳٬۷۸۰  | ۶۶٫۶۸٪ | ۴۴۳٬۳۰۹    | ۲۸٫۳۲٪ | ۱۶٬۹۲۵  | ۱٫۰۸٪ | ۷٬۷۵۱    | ۰٫۵۰٪ | ۵۳٬۶۱۲    | ۳٫۴۲٪ | ۱٬۵۱۱٬۷۶۵   | ۱٬۵۶۵٬۳۷۷  | ۸۲٫۸۴٪ |
| لرستان              | ۴۵۹٬۱۹۰    | ۵۳٫۲۵٪ | ۳۶۷٬۹۵۵    | ۴۲٫۶۷٪ | ۸٬۵۴۴   | ۰٫۹۹٪ | ۳٬۳۱۴    | ۰٫۳۸٪ | ۲۳٬۲۵۴    | ۲٫۷۰٪ | ۸۳۹٬۰۰۳     | ۸۶۲٬۲۵۷    | ۶۰٫۱۵٪ |
| مازندران            | ۱٬۲۶۶٬۸۸۹  | ۶۰٫۰۴٪ | ۷۳۲٬۴۷۵    | ۳۴٫۷۱٪ | ۲۵٬۷۳۰  | ۱٫۲۲٪ | ۱۰٬۴۰۸   | ۰٫۴۹٪ | ۷۴٬۵۱۴    | ۳٫۵۳٪ | ۲٬۰۳۵٬۵۰۲   | ۲٬۱۱۰٬۰۱۶  | ۹۰٫۹۵٪ |
| مرکزی               | ۳۷۶٬۹۰۴    | ۴۷٫۳۲٪ | ۳۷۷٬۱۴۵    | ۴۷٫۳۵٪ | ۱۱٬۴۴۹  | ۱٫۴۴٪ | ۴٬۴۳۷    | ۰٫۵۶٪ | ۲۶٬۶۲۳    | ۳٫۳۴٪ | ۷۶۹٬۹۳۵     | ۷۹۶٬۵۵۸    | ۷۵٫۵۸٪ |
| هرمزگان             | ۴۸۰٬۶۵۵    | ۵۴٫۱۲٪ | ۳۷۰٬۳۸۸    | ۴۱٫۷۱٪ | ۸٬۵۷۷   | ۰٫۹۷٪ | ۴٬۴۴۹    | ۰٫۵۰٪ | ۲۴٬۰۰۸    | ۲٫۷۰٪ | ۸۶۴٬۰۶۹     | ۸۸۸٬۰۷۷    | ۷۸٫۶۴٪ |
| همدان               | ۴۱۸٬۶۳۶    | ۴۴٫۰۱٪ | ۴۸۳٬۳۰۱    | ۵۰٫۸۰٪ | ۱۴٬۷۴۶  | ۱٫۵۵٪ | ۵٬۶۳۰    | ۰٫۵۹٪ | ۲۸٬۹۸۷    | ۳٫۰۵٪ | ۹۲۲٬۳۱۳     | ۹۵۱٬۳۰۰    | ۷۳٫۸٪  |
| یزد                 | ۴۰۲٬۹۹۵    | ۶۳٫۶۴٪ | ۲۰۶٬۵۱۴    | ۳۲٫۶۱٪ | ۶٬۱۴۵   | ۰٫۹۷٪ | ۲٬۹۰۰    | ۰٫۴۶٪ | ۱۴٬۶۵۵    | ۲٫۳۱٪ | ۶۱۸٬۵۵۴     | ۶۳۳٬۲۰۹    | ۹۳٫۴۰٪ |
| خارج کشور           | ۱۳۵٬۹۷۶    | ۷۹٫۸۵٪ | ۳۰٬۸۹۰     | ۱۸٫۱۴٪ | ۱٬۰۲۰   | ۰٫۶۰٪ | ۵۳۶      | ۰٫۳۱٪ | ۱٬۸۶۸     | ۱٫۱۰٪ | ۱۶۸٬۴۲۲     | ۱۷۰٬۲۹۰    | ۷٪≈    |
| مجموع               | ۲۳٬۶۳۶٬۶۵۲ | ۵۷٫۱۴٪ | ۱۵٬۸۳۵٬۷۹۴ | ۳۸٫۲۸٪ | ۴۷۸٬۲۶۷ | ۱٫۱۶٪ | ۲۱۴٬۴۴۱  | ۰٫۵۲٪ | ۱٬۲۰۰٬۹۳۱ | ۲٫۹۰٪ | ۴۰٬۱۶۵٬۱۵۴  | ۴۱٬۳۶۶٬۰۸۵ | ۷۳٫۰۳٪ |

### نقشه‌ها و نمودارها

انتخابات ریاست‌جمهوری ایران ۱۳۹۶ بر اساس استان
نتایج بر اساس استان به درصد
انتخابات ریاست‌جمهوری ایران ۱۳۹۶ بر اساس شهرستان
نتایج بر اساس شهرستان به درصد
میزان رای رئیسی در سطح کشور
:میزان رای روحانی در سطح کشور
نتایج بر اساس استان. اندازهٔ نمودار دایره‌ای هر استان متناسب با جمعیت رأی دهندگان آن استان است
نتایج بر اساس استان. مساحت هر استان بر اساس جمعیت رأی دهندگان آن متناسب شده‌است
نتایج بر اساس استان (نمودار درختی). اندازهٔ هر استان بر اساس جمعیتش است
نمودار ستونی از نتیجهٔ انتخابات
نمودار دایره‌ای از نتیجهٔ انتخابات
نتیجهٔ انتخابات ایران در بقیه کشور ها
میزان مشارکت در هر استان

## اعتراض به تخلف‌های انتخاباتی
عبدالرضا رحمانی فضلی وزیر کشور در شب پیش از انتخابات با صدور نامه‌ای اعتراض خود را به محمدحسن رحیمیان رئیس شورای مرکزی و رئیس جبهه مردمی نیروهای انقلاب اسلامی در رابطه با کاربرد غیرقانونی و غیراخلاقی مخالفان دولت از رسانه‌ها و نهادهای برخوردار از بیت‌المال برای تخریب دولتی کنونی را عنوان کرد.

### روند اخذ رای‌گیری
در حین برگزاری انتخابات نیکزاد رئیس ستاد رئیسی در نامه‌ای به هیئت نظارت بر انتخابات، به آنچه تخلفات از حد گذشته خواند اعتراض کرد و خواست این هیئت برای «صیانت از رای مردم ورود کند.» او همچنین در نامه‌ای به وزیر کشور نوشت که در بعضی از شعبه‌های رای‌گیری از ذکر شهرت سید ابراهیم رئیس‌الساداتی (رئیسی) امتناع شده‌است و این که هیئت‌های اجرایی در سرکشی از شعب به نفع رئیس‌جمهور تبلیغ می‌کنند. همچنین معاون او صولت مرتضوی اعلام کرده در برخی استان‌ها از جمله خراسان و خوزستان برگه رأی کم آمده‌است ولی ستاد انتخابات توجهی نمی‌کند.
محمدعلی موحدی کرمانی رئیس موقت مجمع تشخیص مصلحت نظام از شورای نگهبان خواست به تخلفات ادعایی در انتخابات رسیدگی کند و گفت: ممکن است با بازبینی و بررسی مجدد گزارش‌ها و تخلفات رأی ابراهیم رئیسی از ۱۶ میلیون به ۱۹ میلیون افزایش و رأی حسن روحانی نیز از حدود ۲۳ میلیون به ۲۱ میلیون کاهش پیدا کند. این گفته باعث واکنش صریح وزارت کشور شد و این نهاد با انتشار بیانیه‌ای، انتقادهای موحدی کرمانی و ادعای وی دربارهٔ تخلف رای‌گیری در انتخابات ریاست جمهوری اخیر را مایه تعجب و غیرقابل باور خواند.
حسن روحانی در سخنانی در جمع مسئولان ستاد انتخاباتی خود، شورای نگهبان را متهم کرد که برای تمدید بیشتر زمان رای‌دهی همکاری نکرده‌است.
در واکنش به این اختلاف‌ها، علی مطهری نماینده مجلس در نامه‌ای که به صادق لاریجانی رئیس قوه قضاییه نوشت این موضوع را بیان کرد که، اگر از ادامه رأی‌گیری جلوگیری نمی‌کردند حسن روحانی ۲۶ میلیون رأی داشت.
در ادامه روند رای‌گیری نیز در ساعت‌های پایانی رای‌گیری سید صولت مرتضوی شهردار مشهد و نماینده ابراهیم رئیسی در ستاد انتخابات کشور در جمع خبرنگاران اظهار کرد: گزارش‌های ما حاکی از آن است که در شهرستان‌های مختلف استان‌های خوزستان، خراسان رضوی، اصفهان و خراسان جنوبی کمبود تعرفه وجود دارد. بر اساس ادعاهای ستاد ابراهیم رییسی به کمبود تعرفه در برخی از شهرهای این چهار استان، علی اصغر احمدی رئیس ستاد انتخابات کشور در بخش خبری شبکه دو سیما ادعای کمبود تعرفه را رد کرد. پیش از این نیز رئیس هیئت اجرایی انتخابات در مشهد ادعای کمبود تعرفه را کذب محض دانست.

### بررسی انتخابات توسط شورای نگهبان
شورای نگهبان، ۹ خرداد ضمن تأیید درستی انتخابات، تخلف‌های گزارش‌شده را نیز محرز برشمرد. در بیانیهٔ شورای نگهبان، محور تخلف‌های گزارش‌شده این موردها یاد شده‌است:
1. کمبود تعرفه
2. تأخیر در شروع رأی‌گیری
3. اخلال در روند رأی‌گیری به دلیل توقف یا کندی دستگاه احراز هویت
4. عدم صدور کارت نماینده نامزدها
5. عدم رعایت بی‌طرفی در آگهی نمودن اسامی نامزدها
6. تعطیلی زود هنگام شعب
7. تبلیغ به نفع نامزدها
8. جانبداری و دخالت برخی مقامات در امر انتخابات
9. تطمیع، تهدید، خرید و فروش آرا
10. مخدوش بودن تعرفه‌ها در برخی صندوق‌ها (بدون مهر بودن تعرفه‌ها، عدم درج مشخصات رأی دهنده یا فقدان اثر انگشت و…)
11. ممانعت از حضور نماینده نامزدها در شعب و …

در این بیانیه شورای نگهبان ضمن بیان اینکه در پاره‌ای از موردها شکایت محرز است و تخلف‌ها اثبات رسیده‌است، و مراتب جهت رسیدگی به قوهٔ قضائیه فرستاده خواهد شد، گفته‌است: «امیدواریم که رسیدگی قاطع، دقیق، سریع و عادلانه به تخلفات ارسالی به قوه قضاییه به گونه‌ای باشد که در آینده شاهد چنین رفتارهایی در نمایش اقتدار مردم عزیز و شریف ایران اسلامی نباشیم.»
سید علی خامنه‌ای رهبر ایران نیز یک هفته بعد ضمن سخنرانی با اشاره به انتخابات، خواستار رسیدگی به تخلف‌ها برای جلوگیری از تکرار آن در انتخابات‌های پیش‌رو شد.

## واکنش‌ها

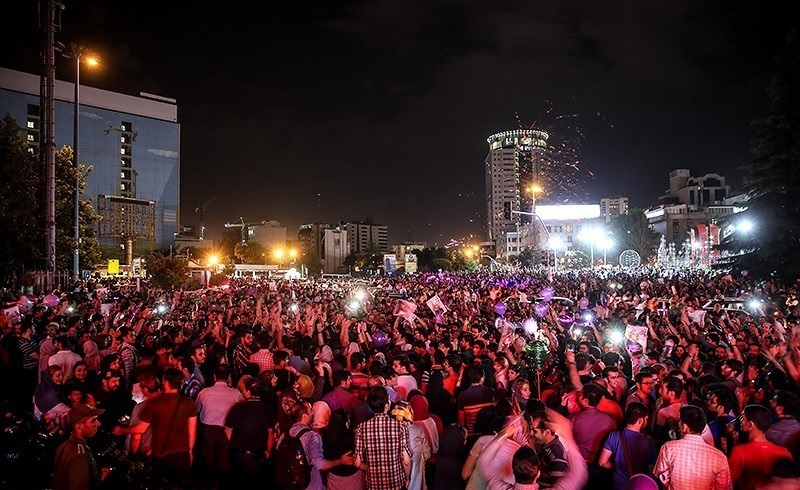
جشن پیروزی حامیان حسن روحانی در تهران

ده‌ها هزار هوادار حامی رئیس‌جمهور حسن روحانی به خیابان‌های تهران ریختند تا انتخاب مجدد رئیس‌جمهور جشن بگیرند. بورس اوراق بهادار تهران پس از مشخص شدن نتایج انتخابات و روند پیروزی‌های اخیر با ۱٪ افزایش به بالاترین سطح در سه ماه اخیر خود رسید.

### بین‌المللی
- سازمان ملل متحد - آنتونیو گوترش دبیرکل سازمان، انتخاب مجدد حسن روحانی به عنوان رئیس‌جمهوری اسلامی ایران را تبریک گفت. سخنگوی سازمان ملل، استفان دوژاریک، عصر روز دوشنبه در گفتگو با خبرنگاران در نیویورک، گفت که پیام گوترش تمایل به ادامه همکاری با ایران در مورد موضوعات مورد علاقه متقابل است.[۱۶۲]
- اتحادیه اروپا - فدریکا موگرینی نماینده عالی اتحادیه، پیروزی روحانی را تبریک گفت و اضافه نمود که ایرانیان با شور و اشتیاق در زندگی سیاسی کشورشان شرکت کردند.[۱۶۳]

## پی‌نوشت
1. ↑  در این نظرسنجی، تنها رأی کسانی اعلام شده‌است که یکی از نامزدان را انتخاب کرده‌اند، و رأی افراد مردد حذف شده‌است
2. ↑  پیشتر اعلام شده‌بود که سازمان ثبت احوال ۵۵ میلیون و ۹۳۶ هزار نفر و مرکز آمار ایران ۵۶ میلیون و ۹۶۶ هزار را واجد شرایط تخمین می‌زنند، و میزان دقیق واجدان شرایط پس از بررسی‌ها این تعداد اعلام شد که این عدد میانگین دو عدد قبل است (منبع:«معاون وزیر کشور: واجدین شرایط شرکت در انتخابات ۹۶ بیش از ۵۵ میلیون نفر هستند». دولت. ۲۸ بهمن ۱۳۹۵.)